# Lista șefilor de stat din India

### List
| № | Governor-General (Birth–Death)                         | Portrait | Tenure         | Tenure          | Monarch   | Prime Minister |
| № | Governor-General (Birth–Death)                         | Portrait | Took office    | Left office     | Monarch   | Prime Minister |
| - | ------------------------------------------------------ | -------- | -------------- | --------------- | --------- | -------------- |
| 1 | The Rt. Hon. The Earl Mountbatten of Burma (1900–1979) |          | 15 August 1947 | 21 June 1948    | George VI | Nehru          |
| 2 | Chakravarti Rajagopalachari (1878–1972)                |          | 21 June 1948   | 26 January 1950 | George VI | Nehru          |

## List
| №    | President (birth–death)                  | Portrait | Tenure           | Tenure                             | Elected   | Political affiliation (at time of appointment) | Vice president                       |
| №    | President (birth–death)                  | Portrait | Took office      | Left office                        | Elected   | Political affiliation (at time of appointment) | Vice president                       |
| ---- | ---------------------------------------- | -------- | ---------------- | ---------------------------------- | --------- | ---------------------------------------------- | ------------------------------------ |
| 1    | Rajendra Prasad (1884–1963)              |          | 26 January 1950  | 13 May 1962                        | 1952 1957 | Indian National Congress                       | Sarvepalli Radhakrishnan             |
| 2    | Sir Sarvepalli Radhakrishnan (1888–1975) |          | 13 May 1962      | 13 May 1967                        | 1962      | Independent                                    | Zakir Husain                         |
| 3    | Zakir Husain (1897–1969)                 |          | 13 May 1967      | 3 May 1969 (died in office.)       | 1967      | Independent                                    | V. V. Giri                           |
| 4    | V. V. Giri (1894–1980)                   |          | 3 May 1969       | 20 July 1969                       | 1969      | Independent                                    | V. V. Giri                           |
| 5    | Mohammad Hidayatullah (1905–1992)        |          | 20 July 1969     | 24 August 1969                     | 1969      | Independent                                    | V. V. Giri                           |
| (4)  | V. V. Giri (1894–1980)                   |          | 24 August 1969   | 24 August 1973                     | 1969      | Independent                                    | Gopal Swarup Pathak                  |
| –    | Gopal Swarup Pathak (1896–1982)          |          | 24 August 1973   | 24 August 1973                     | –         | Independent                                    | Gopal Swarup Pathak                  |
| (4)  | V. V. Giri (1894–1980)                   |          | 24 August 1973   | 24 August 1974                     | –         | Independent                                    | Gopal Swarup Pathak                  |
| 6    | Fakhruddin Ali Ahmed (1905–1977)         |          | 24 August 1974   | 11 February 1977 (died in office.) | 1974      | Indian National Congress                       | Gopal Swarup Pathak B. D. Jatti      |
| 7    | B. D. Jatti (1912–2002)                  |          | 11 February 1977 | 25 July 1977                       | —         | Indian National Congress                       | B. D. Jatti                          |
| 8    | Neelam Sanjiva Reddy (1913–1996)         |          | 25 July 1977     | 25 July 1982                       | 1977      | Janata Party                                   | B. D. Jatti Mohammad Hidayatullah    |
| 9    | Giani Zail Singh (1916–1994)             |          | 25 July 1982     | 25 July 1983                       | 1982      | Indian National Congress                       | Mohammad Hidayatullah                |
| (5)  | Mohammad Hidayatullah (1905–1992)        |          | 25 July 1983     | 25 July 1983                       | —         | Indian National Congress                       | Mohammad Hidayatullah                |
| (9)  | Giani Zail Singh (1916–1994)             |          | 25 July 1983     | 25 July 1984                       | —         | Indian National Congress                       | Mohammad Hidayatullah                |
| (5)  | Mohammad Hidayatullah (1905–1992)        |          | 25 July 1984     | 25 July 1984                       | —         | Indian National Congress                       | Mohammad Hidayatullah                |
| (9)  | Giani Zail Singh (1916–1994)             |          | 25 July 1984     | 25 July 1987                       | —         | Indian National Congress                       | Ramaswamy Venkataraman               |
| 10   | R. Venkataraman (1910–2009)              |          | 25 July 1987     | 25 July 1992                       | 1987      | Indian National Congress                       | Shankar Dayal Sharma                 |
| 11   | Shankar Dayal Sharma (1918–1999)         |          | 25 July 1992     | 25 July 1997                       | 1992      | Indian National Congress                       | K. R. Narayanan                      |
| 12   | K. R. Narayanan (1920–2005)              |          | 25 July 1997     | 25 July 2000                       | 1997      | Indian National Congress                       | Krishan Kant                         |
| –    | Krishan Kant (1927–2002)                 |          | 25 July 2000     | 25 July 2000                       | –         | Indian National Congress                       | Krishan Kant                         |
| (12) | K. R. Narayanan (1920–2005)              |          | 25 July 2000     | 25 July 2002                       | –         | Indian National Congress                       | Krishan Kant                         |
| 13   | A. P. J. Abdul Kalam (1931–2015)         |          | 25 July 2002     | 25 July 2003                       | 2002      | Independent                                    | Krishan Kant Bhairon Singh Shekhawat |
| –    | Bhairon Singh Shekhawat (1923–2010)      |          | 25 July 2003     | 25 July 2003                       | –         | Independent                                    | Bhairon Singh Shekhawat              |
| (13) | A. P. J. Abdul Kalam (1931–2015)         |          | 25 July 2003     | 25 July 2007                       | –         | Independent                                    | Bhairon Singh Shekhawat              |
| 14   | Pratibha Patil (1934–)                   |          | 25 July 2007     | 25 July 2010                       | 2007      | Indian National Congress                       | Mohammad Hamid Ansari                |
| –    | Mohammad Hamid Ansari(1937–)             |          | 25 July 2010     | 25 July 2010                       | –         | Indian National Congress                       | Mohammad Hamid Ansari                |
| (14) | Pratibha Patil (1934–)                   |          | 25 July 2010     | 25 July 2012                       | –         | Indian National Congress                       | Mohammad Hamid Ansari                |
| 15   | Pranab Mukherjee (1935–2020)             |          | 25 July 2012     | 25 July 2016                       | 2012      | Indian National Congress                       | Mohammad Hamid Ansari                |
| –    | Mohammad Hamid Ansari(1937–)             |          | 25 July 2016     | 25 July 2016                       | –         | Indian National Congress                       | Mohammad Hamid Ansari                |
| (15) | Pranab Mukherjee (1935–2020)             |          | 25 July 2016     | 25 July 2017                       | –         | Indian National Congress                       | Mohammad Hamid Ansari                |
| 16   | Ram Nath Kovind (1945–)                  |          | 25 July 2017     | 25 July 2018                       | 2017      | Bharatiya Janata Party                         | Mohammad Hamid Ansari Venkaiah Naidu |
| _    | M. Venkaiah Naidu (1949–)                |          | 25 July 2018     | 25 July 2018                       | –         | Bharatiya Janata Party                         | Venkaiah Naidu                       |
| (16) | Ram Nath Kovind (1945–)                  |          | 25 July 2018     | 25 July 2022                       | –         | Bharatiya Janata Party                         | Venkaiah Naidu                       |
| 17   | Droupadi Murmu (1958-)                   |          | 25 July 2022     | 11 August 2022                     | 2022      | Bharatiya Janata Party                         | Venkaiah Naidu Jagdeep Dhankhar      |
| –    | Jagdeep Dhankhar (1951–)                 |          | 11 August 2022   | 11 August 2022                     | –         | Bharatiya Janata Party                         | Jagdeep Dhankhar                     |
| 17   | Droupadi Murmu (1958-)                   |          | 11 August 2022   | Incumbent                          | –         | Bharatiya Janata Party                         | Jagdeep Dhankhar                     |